# 海潮庵
海潮庵，位于山西省忻州市河曲县城东南40公里旧县，是中华人民共和国山西省文物保护单位之一。
1986年8月18日，授予山西省文物保护单位，是一座古建筑及历史纪念建筑物。